# Гісборн (регіон)
Гісборн (англ. Gisborne, маор. Te Tai Rāwhiti) — однорівневий регіон, один з шістнадцяти регіонів та одне з 67 територіальних управлінь Нової Зеландії, розташований у східній частині Північного острова. Населення 46 700 осіб, площа регіону — 8,351 км². Регіон має найменше населення, найменшу щільність на всьому острові і один з найменших у всій країні. Економіка найменша на острові, найбідніший регіон в усій країні.
Свою назву отримав за власним адміністративним центром — містечком Гісборн, в якому мешкає три чверті його населення (34 800 осіб), котре отримало назву на честь Вільяма Гісборна — в різні роки колоніальний секретар, парламентар та міністр Нової Зеландії. Також часом Гісборн називається регіоном «Східне узбережжя» (англ. East Coast).

## Географія

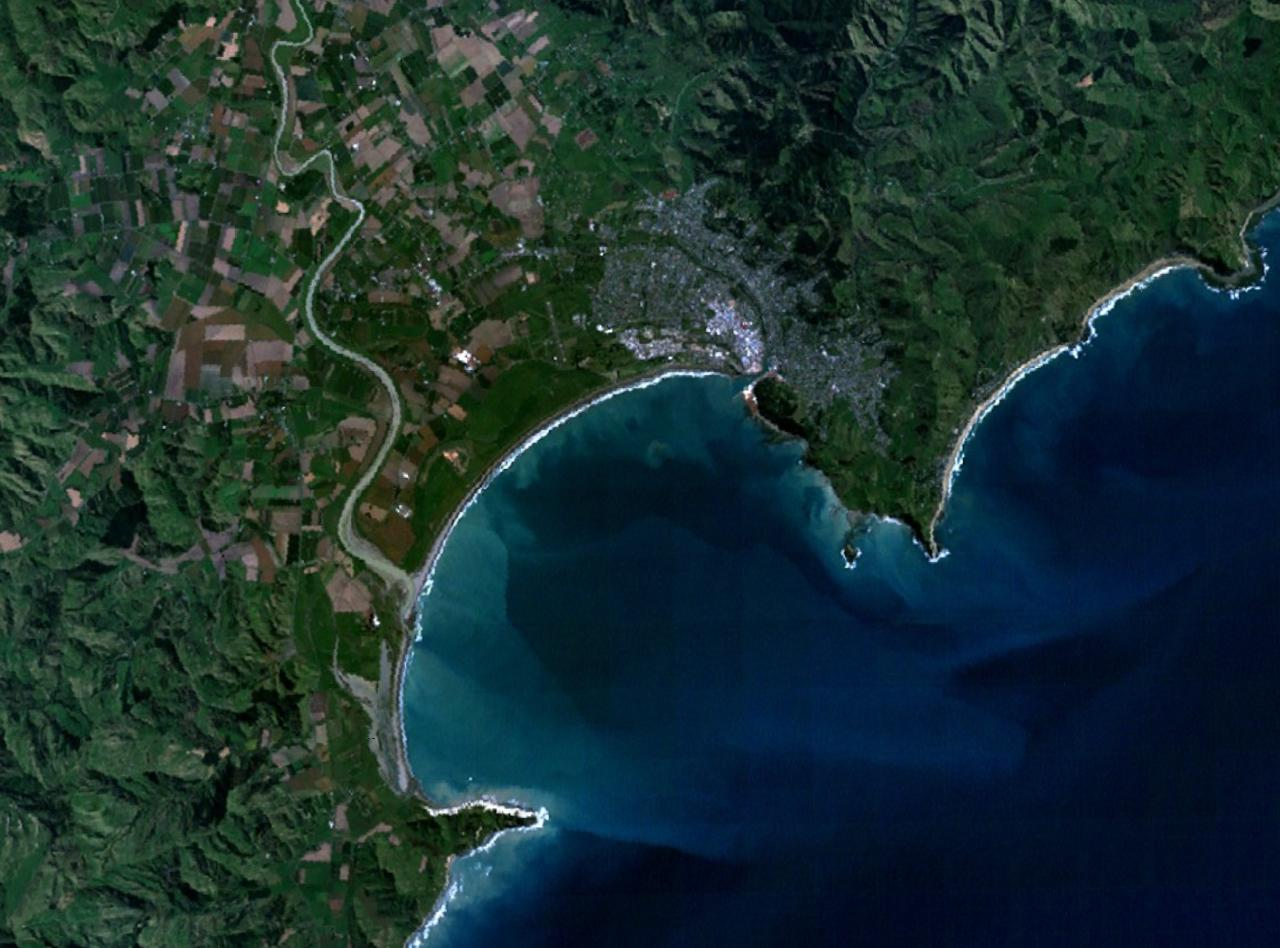
Супутниковий знімок, та міста Гісборн. (Пд-сх регіону)

Регіон Гісборн знаходиться в східній частині Північного острова. Мис Східний є найсхіднішою точкою головних островів Нової Зеландії. Також до складу регіону входить низка безлюдних острівців.
Регіон витягнувся з півночі на південь вздовж східного узбережжя острова на 160 км. На сході омивається Тихим океаном. На північному заході суходолом межує з регіоном Бей оф Пленті, на заході та півдні — Хоукіс Бей.
Регіон гористий. В північній частині на 1 752 м (н.р.м.) здіймається гора Хікурангі, найвищий не вулканічний пік на усьому Північному острові (37°55′01″ пд. ш. 178°03′35″ сх. д. / 37.91694° пд. ш. 178.05972° сх. д.).

## Геологія
Регіон лежить на межі Індо-Австралійської та Тихоокеанської тектонічними плитами. В Гісборні відсутні діючі чи згаслі вулкани, але часті землетруси на суходолі силою до 6.1 балів (4 березня 1966), та до 7.5 балів в морі — за двадцять кілометрів від мису Східний (5 лютого 1995 37°45′32″ пд. ш. 178°42′59″ сх. д. / 37.75889° пд. ш. 178.71639° сх. д.).
Землетрус потужністю 6.7 балів, котрий стався в морі 20 грудня 2007 року за сорок кілометрів на південний-схід від міста Гісборн (39°00′40″ пд. ш. 178°17′28″ сх. д. / 39.01111° пд. ш. 178.29111° сх. д.) призвів до травмування одинадцятьох людей і завдав збитків на 16 мільйонів $.

## Економіка
Економіка нечисельного Гісборна найменша на Північному острові та друга з кінця у всій Новій Зеландії. Станом на березень 2013 року річний ВВП Гісборна становить 1.6 млрд $ (0.8% державного). ВВП на душу найменший в державі та становить 34 472 $ (~350 тис ₴/рік), це лише 72,5% від середнього показника по державі (47 532 $). 
З 2007 року ВВП зростав з наздоганяючим темпом, та зріс за шестиліття на 27,7%, в середньому по державі — 24,5%. 

## Адміністративний устрій
Гісборн є одним з 5 однорівневих регіонів Нової Зеландії тобто обіймає також функції територіального управління (округу). До адміністративної реформи 1989 року складався з кількох округів.
Управління здійснюється головою (англ. mayor), 14 виборними радниками (англ. councillor). 4 очільників департаментів і близько 250 співробітників.

## Населення

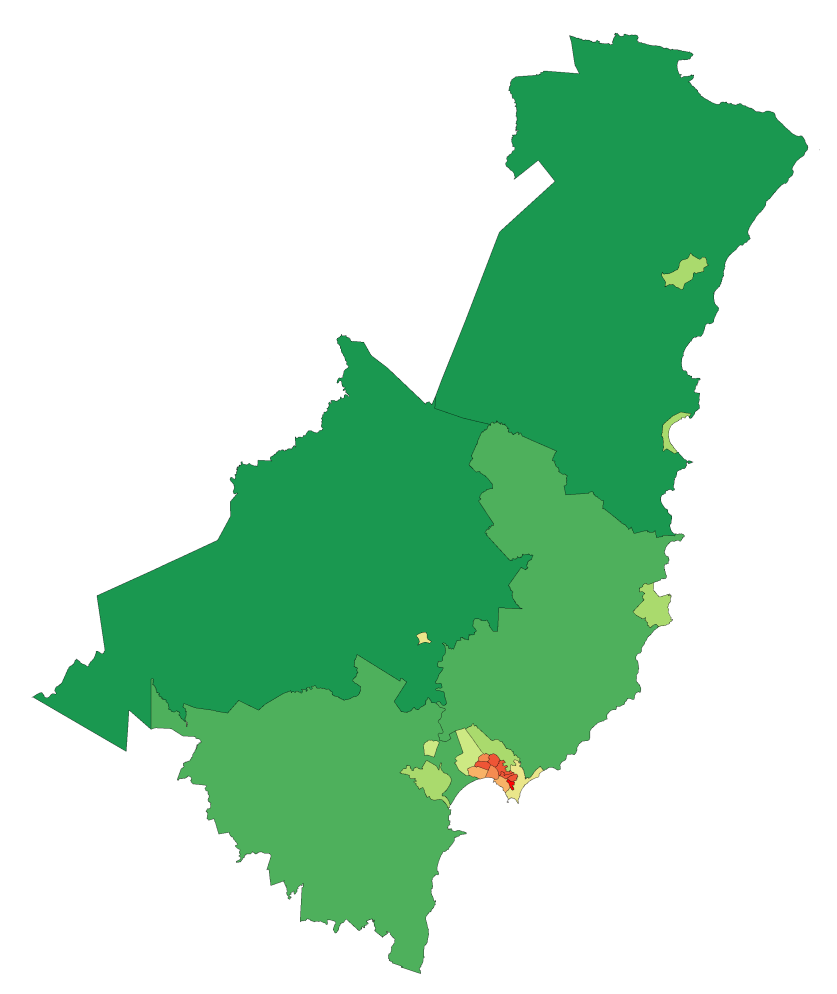
Щільність населення ^{(перепис 2006)}

Станом на середину 2013 населення Гісборну становить 46 700 осіб. Найменше населення серед регіонів Північного острову (1.04% населення Нової Зеландії). Гісборн має найменшу щільність населення на острові лише 5.59 осіб/км², в середньому на острові — 29.55 осіб/км², по країні — 16.16 осіб/км². При цьому 74,5% населення регіону зконцентровані в його центрі — місті Гісборн. Всі інші поселення не мають навіть тисячі людей. 
Впродовж десятиліття регіон мав незначну позитивну динаміку приросту населення за рахунок природного приросту, середній приріст за останнє десятиліття (2006–2013) близько 100 осіб щороку, проте наявне постійне негативне міграційне сальдо, з Гісборну від'їждждає на 300–400 осіб більше аніж до нього. Останній рік відтік населення перевищив природний приріст. 
Середній вік гісборнців постійно зростає та становить 36.0 років (сер.2013), за сім років зріс з 34.6 років. Віковий розподіл: 0-14 років — 24,3%, 15-39 — 30,2%, 40-64 — 32,0%, 65+ — 13,5%. 